# Pilosocereus piauhyensis
Pilosocereus piauhyensis är en kaktusväxtart som först beskrevs av Robert Louis August Maximilian Gürke och fick sitt nu gällande namn av Ronald Stewart Byles och Gordon Douglas Rowley. 
Pilosocereus piauhyensis ingår i släktet Pilosocereus och familjen kaktusväxter. Inga underarter finns listade i Catalogue of Life.